# Marianna Franziska von Hornstein
Marianna Franziska von Hornstein, född 2 juli 1723 i Göffingen, Främre Österrike, död 27 december 1809 i Säckingen, var en tysk abbedissa och tysk-romersk furstinna som regerande abbedissa och monark av den självstyrande klosterstaten Säckingen stift. Hon var den sista fursteabbedissan av Säckingen och regerade från 1755 till 1806. 

## Biografi
Marianna Franziska von Hornstein var dotter till den österrikiske hovmarskalken Franz Marquard von Hornstein. Hon knöts 1730 till klostret i Säckingen, gick i kloster 1748 och vigdes till abbedissa 1755. Hon lät dekorera klostret med stuckaturer av Johann Michael Feuchtmayer. von Hornstein försvarade Säckingens stift mot den josefinska klosterupplösningen. Kejsar Josef lät upplösa de flesta kloster i Österrike, och 1785 hade turen kommit även till Säckingen. Tillsammans med sin kusin Anton von Hornstein-Binningen begärde hon ett möte med Josef och lyckades övertala honom att återkalla upplösningen. 1786 utfärdades i stället en bekräftelse på att klostret skulle få vara kvar. De bodde då 16 "stiftsdamer" i klostret. År 1806 tillföll klostret kurfurstendömet Baden och upplöstes.